# Fodina vieui
Fodina vieui là một loài bướm đêm trong họ Noctuidae.